# Daniel Steuble
Daniel Steuble (* 21. März 1984) ist ein ehemaliger liechtensteinisch-schweizerischer Fussballspieler.

## Karriere
Der 188 Zentimeter grosse Torhüter war 2005 bis Dezember 2006 beim FC Wil unter Vertrag, anschliessend schloss er sich dem USV Eschen-Mauren an. Von Juli bis Dezember 2007 spielt er in der 1. Liga beim FC Herisau. Zur Rückrunde der Saison 2007/08 wechselte er zum SC Brühl in die 2. Liga interregional. Von 2010 bis 2013 spielte der für den FC Diepoldsau-Schmitter und beendete dort seine Spielerkarriere. 2017 war er Torhütertrainer beim FC Uzwil. 2017 wurde er bei den Uzwilern zum Präsidenten gewählt. Das Amt gab er 2019 schliesslich ab und wurde Finanzverantwortlicher im Vorstand des Vereins.
Anfang 2008 erklärte Hans-Peter Zaugg, Nationalcoach Liechtensteins, Steuble bis auf Weiteres nicht mehr für die Nationalmannschaft zu berücksichtigen.
Beruflich ist Steuble (Stand 2024) Experte für Rechnungslegung und Revision.